# Nova Marilândia
Nova Marilândia là một đô thị thuộc bang Mato Grosso, Brasil. Đô thị này có diện tích 1942,816 km², dân số năm 2007 là 2303 người, mật độ 1,19 người/km².